# Hespérides Punta
Hespérides Punta är en udde i Antarktis. Den ligger i Sydshetlandsöarna. Argentina, Chile och Storbritannien gör anspråk på området. Hespérides Punta ligger vid sjön Sea Lion Tarn.
Terrängen inåt land är varierad. Havet är nära Hespérides Punta åt sydväst. Trakten är glest befolkad. Närmaste befolkade plats är St. Kliment Ohridski Base, 1,6 kilometer nordost om Hespérides Punta. 